# Mateusz Kobielus
Mateusz Kobielus (* 5. März 1989) ist ein ehemaliger polnischer Naturbahnrodler. Er nahm in der Saison 2006/2007 zusammen mit Sławomir Jędrzejko an drei Weltcuprennen im Doppelsitzer teil und startete bei der Juniorenweltmeisterschaft 2006 sowie bei der Junioreneuropameisterschaft 2007.

## Karriere
Mateusz Kobielus nahm in der Saison 2005/2006 an mehreren Rennen im Interkontinentalcup teil, sowohl im Einsitzer als auch zusammen mit Sławomir Jędrzejko im Doppelsitzer. Zudem startete er bei der Juniorenweltmeisterschaft 2006 in Garmisch-Partenkirchen, wo er 30. im Einsitzer und mit Jędrzejko Achter im Doppelsitzer wurde. In der Saison 2006/2007 nahm das Doppel Jędrzejko/Kobielus an drei Weltcuprennen teil. Bei ihrem ersten Antreten belegten sie in Latzfons nur den 16. und letzten Platz und am Saisonende erzielten sie mit den Rängen 13 und 14 in Moos in Passeier wieder nur Platzierungen im Schlussfeld. Im Gesamtweltcup belegten sie den 17. Platz von 19 Doppelsitzerpaaren, die in diesem Winter Weltcuppunkte gewannen. Bei der Junioreneuropameisterschaft 2007 in St. Sebastian fuhr Kobielus auf Rang 23 im Einsitzer und Platz sieben im Doppelsitzer. Nach diesem Winter nahm er an keinen weiteren internationalen Wettkämpfen teil, aber 2009 startete er – wie zuletzt 2006 – wieder bei den Polnischen Meisterschaften.

## Sportliche Erfolge
(Doppelsitzer mit Sławomir Jędrzejko)

### Juniorenweltmeisterschaften
- Garmisch-Partenkirchen 2006: 30. Einsitzer, 8. Doppelsitzer

### Junioreneuropameisterschaften
- St. Sebastian 2007: 23. Einsitzer, 7. Doppelsitzer

### Weltcup
- 2 Top-15-Platzierungen im Doppelsitzer